# Gambart (månekrater)
Gambart er et nedslagskrater på Månen. Det befinder sig på Månens forside og er opkaldt efter den franske astronom Jean F.A. Gambart (1800 – 1836).
Navnet blev officielt tildelt af den Internationale Astronomiske Union (IAU) i 1935.

## Omgivelser
Gambartkrateret ligger i Mare Insularum, nær Månens centrale del og syd-sydøst for det fremtrædende strålekrater Copernicus.
Surveyor 2-sonden landede lige nordøst for Gambart C, som igen ligger nordøst for Gambart selv.

## Karakteristika
I fortiden er Gambarts kraterbund blevet oversvømmet af lava, hvilket har efterladt en ret flad overflade, omgivet af en glat men noget polygon-formet kraterrand. Sydvest for Gambart C ligger en dome, en type skjoldvulkan.

## Satellitkratere
De kratere, som kaldes satellitter, er små kratere beliggende i eller nær hovedkrateret. Deres dannelse er sædvanligvis sket uafhængigt af dette, men de får samme navn som hovedkrateret med tilføjelse af et stort bogstav. På kort over Månen er det en konvention at identificere dem ved at placere dette bogstav på den side af satellitkraterets midte, som ligger nærmest hovedkrateret. Gambartkrateret har følgende satellitkratere:
| Gambart | Længde | Bredde  | Diameter |
| ------- | ------ | ------- | -------- |
| A       | 1,0° N | 18,7° V | 12 km    |
| B       | 2,2° N | 11,5° V | 11 km    |
| C       | 3,3° N | 11,8° V | 12 km    |
| D       | 3,4° N | 17,7° V | 6 km     |
| E       | 1,0° N | 17,2° V | 4 km     |
| F       | 0,1° N | 16,9° V | 5 km     |
| G       | 1,9° N | 12,0° V | 6 km     |
| H       | 3,2° N | 10,6° V | 4 km     |
| J       | 0,7° S | 18,2° V | 7 km     |
| K       | 3,9° N | 14,2° V | 4 km     |
| L       | 3,3° N | 15,3° V | 4 km     |
| M       | 5,4° N | 11,7° V | 4 km     |
| N       | 0,5° S | 14,9° V | 5 km     |
| R       | 0,6° S | 20,8° V | 4 km     |
| S       | 0,1° S | 13,2° V | 3 km     |

## Måneatlas
- Billeder af Gambartkrateret i LPI-måneatlasset
- USGS-kort